# Ильинка (посёлок, Покровский район)
Ильинка (укр. Іллінка) — посёлок городского типа в Покровском районе Донецкой области Украины.

## История
С 1962 года — посёлок городского типа.
В январе 1989 года численность населения составляла 694 человека.
По состоянию на 1 января 2013 года численность населения составляла 449 человек.
Была оккупирована Вооруженными Силами России 14 ноября 2024 года во время боёв за Курахово

## Местный совет
85612, Донецька обл., Мар'їнський р-н, м. Курахове, пр-т. Миру, 4  (укр.)[обновить данные]